# Bombus himalayanus
Bombus himalayanus (saknar svenskt namn) är en insekt i överfamiljen bin (Apoidea) och släktet humlor (Bombus) som lever i Centralasien.

## Beskrivning
Arten är en medelstor humla med en mycket variabel färgteckning. Drottningen har svart huvud, hjässan kan dock ha ljusare behåring. Mellankroppen är gul eller vit, och med en avlång svart fläck mellan vingfästena. De två (ibland tre) främre tergiterna på bakkroppen är gula, ofta med inslag av vitt och orange, de två till tre följande orange, med mer eller mindre mängd av svart behåring längs med den främsta tergitens framsida. Bakkroppsspetsen är alltid svart. Det finns även en mörkare form, med helt svart huvud, mellankroppen svart utom ett smalt ljust band framtill, svarta framkanter på de två främre, i övrigt ljusa tergiterna, och det orange på bakkroppen nästan helt ersatt av svart. Arbetarna påminner om drottningen, men har generellt sett mindre svart på bakkroppen. Tredje tergiten har aldrig svart på framkanten utom hos den allra mörkaste fasen, och även denna har övervägande orange på de två följande tergiterna. Hos de ljusare formerna förekommer det också ofta att bakkroppsspetsen är orange. Hanarna har övervägande ljust huvud, vanligtvis mer svart på mellankroppen, en bakkropp med de två främsta tergiterna gula (den andra dock ofta vit) och bakkroppsspetsen svart. De mellanliggande fyra tergiterna varierar mellan helt orange, över blandformer med svart päls både i början och slutet, till en form med helt svart bakkropp efter de två främre, ljusa tergiterna. 

## Taxonomi
Bombus himalayanus är mycket lik B. marussinus och B. turkestanicus; de tre arternas inbördes relation har varit föremål för diskussion.

## Utbredning
Arten finns i pakistanska och indiska Himalaya (bland annat Himachal Pradesh och Kashmir).

## Ekologi
Humlan är en höghöjdsart som finns i Himalaya, och är mycket vanlig på högre höjder där den lever i bergssidornas buskageterräng. Den har iakttagits på åtminstone 4 900 meters höjd (i Bara-lachapasset). Besökta blommor är främst korgblommiga växter som tistlar (Cirsium falconeri), gentianaväxter (Swertia petiolata), lejongapsväxter, kransblommiga växter (backtimjan, Thymus linearis, ärtväxter (Caragana versicolor) samt nejlikväxter (slöjor).